# Campagne-lès-Guines
Campagne-lès-Guines è un comune francese di 471 abitanti situato nel dipartimento del Passo di Calais nella regione dell'Alta Francia.

## Società

### Evoluzione demografica
Abitanti censiti